# Ray Aspden
John Raymond Aspden (sinh ngày 4 tháng 4 năm 1934) là một cựu cầu thủ bóng đá người Anh thi đấu ở vị trí Trung vệ.

## Sự nghiệp
Sinh ra ở Horwich, Aspden thi đấu cho Bolton Wanderers và Rochdale. Ông thi đấu cho Rochdale tại Chung kết Football League Cup 1962.